# Zentralkuschitische Sprachen
Die Zentralkuschitischen Sprachen, auch Agaw genannt, sind ein Zweig der Kuschitischen Sprachen, welche in Äthiopien und in einem Fall auch in Eritrea gesprochen werden.

## Klassifikation
Die Sprachen werden folgendermaßen klassifiziert:
- Afroasiatische Sprachen
  - Kuschitische Sprachen
    - Zentralkuschitische Sprachen
      - Awngi, 553.400 Sprecher im Süd-Westen des äthiopischen Tanasees[2]
      - Nord-Agaw
        - Blin-Xamtanga
          - Blin, 112.000 Sprecher um die eritreische Stadt Keren[3]
          - Xamtanga, 224.000 Sprecher in der äthiopischen Amhara-Region[4]

        - Kemant, 4.830 Sprecher im Norden des Tanasees[5]